# Allium libani
Allium libani är en amaryllisväxtart som beskrevs av Pierre Edmond Boissier. Allium libani ingår i släktet lökar, och familjen amaryllisväxter. Inga underarter finns listade i Catalogue of Life.